# Монтеросо Алмо
Монтеро̀со А̀лмо (на италиански: Monterosso Almo, на сицилиански Muntirùssu, Мунтирусу) е малък град и община в южна Италия, провинция Рагуза, в автономен регион и остров Сицилия. Разположен е на 691 надморска височина. Населението на града е 3229 души (към 30 декември 2010 г.).